# كلارنس لوكاس
كلارنس لوكاس (بالفرنسية: Clarence Lucas)‏ (و. 1866 – 1947 م) هو ملحن، ومعلم موسيقى، وكاتب كندي، ولد في أونتاريو، توفي في سيفر، عن عمر يناهز 81 عاماً.

## روابط خارجية
- كلارنس لوكاس على موقع ميوزك برينز (الإنجليزية)
- كلارنس لوكاس على موقع قاعدة بيانات برودواي على الإنترنت (الإنجليزية)